# Wolfgang Taube
Wolfgang Taube (* 24. März 1975 in Tettnang) ist ein deutscher Sportwissenschaftler und Hochschullehrer.

## Leben
Taube studierte von 1995 bis 2002 Sport und Biologie an der Albert-Ludwigs-Universität Freiburg. Im Laufe des Studiums (1999 und 2000) legte er an der australischen Universität Sydney einen Auslandsaufenthalt ein. Danach war er an der Albert-Ludwigs-Universität Freiburg als wissenschaftlicher Mitarbeiter tätig. 2006 wurde dort seine Doktorarbeit mit dem Titel Posturale Kontrolle und ihrer Trainierbarkeit: spinale und transkortikale Reflexmodulation durch sensomotorisches Training und ihre Bedeutung für die Standstabilität und den Leistungssport angenommen.
Er arbeitete an der University of Queensland in Australien, dann erneut an der Albert-Ludwigs-Universität Freiburg und am Departement für Neurologie der Universitätsklinik Balgrist in Zürich, ehe er im Juli 2009 als Assoziierter Professor für Sport- und Bewegungswissenschaften am Departement für Medizin und zugleich als Direktor der Abteilung Sport und Bewegung an der Schweizer Universität Freiburg tätig wurde. Am 1. August 2013 trat Taube dort eine ordentliche Professorenstelle für Neuro- und Bewegungswissenschaften an. Zu seinen Arbeitsschwerpunkten zählt die motorische Kontrolle. 2016 wurde er ins Amt des Vorsitzenden der Schweizerischen Gesellschaft für Sportwissenschaft (SGS) gewählt.